# Венанго Тауншип (округ Кроуфорд, Пенсільванія)
Венанго Тауншип (англ. Venango Township) — селище (англ. township) в США, в окрузі Кроуфорд штату Пенсільванія. Населення — 946 осіб (2020).

## Демографія
Згідно з переписом 2010 року, у селищі мешкало 997 осіб у 364 домогосподарствах у складі 263 родин. Було 448 помешкань
Расовий склад населення:
| - 97,2 % — білих - 1,4 % — чорних або афроамериканців - 0,2 % — корінних американців - 0,2 % — азіатів |

До двох чи більше рас належало 0,9 %. Частка іспаномовних становила 0,9 % від усіх жителів.
За віковим діапазоном населення розподілялося таким чином: 27,4 % — особи молодші 18 років, 61,2 % — особи у віці 18—64 років, 11,4 % — особи у віці 65 років та старші. Медіана віку мешканця становила 39,7 року. На 100 осіб жіночої статі у селищі припадало 108,6 чоловіків;  на 100 жінок у віці від 18 років та старших — 106,3 чоловіків також старших 18 років.
Середній дохід на одне домашнє господарство  становив 69 046 доларів США (медіана — 54 500), а середній дохід на одну сім'ю — 82 024 долари (медіана — 73 750). Медіана доходів становила 46 875 доларів для чоловіків та 41 484 долари для жінок. За межею бідності перебувало 6,5 % осіб, у тому числі 5,8 % дітей у віці до 18 років та 10,3 % осіб у віці 65 років та старших.
Цивільне працевлаштоване населення становило 523 особи. Основні галузі зайнятості: освіта, охорона здоров'я та соціальна допомога — 27,9 %, виробництво — 16,6 %, будівництво — 14,3 %.